# Koti, Tavush
Koti là một đô thị thuộc tỉnh Tavush, Armenia. Dân số ước tính năm 2011 là 2232 người.